# Vincelles (Saône-et-Loire)
Vincelles település Franciaországban, Saône-et-Loire megyében. Lakosainak száma 450 fő (2022. január 1.). Vincelles Saint-Usuge, Branges és Louhans községekkel határos.

## Népesség
A település népessége az elmúlt években az alábbi módon változott:
| Lakosok száma | 432  | 426  | 431  | 424  | 421  | 418  | 429  | 439  | 450  |
|               | 2013 | 2015 | 2016 | 2017 | 2018 | 2019 | 2020 | 2021 | 2022 |